# Giuseppe Rovani
Giuseppe Rovani (Milano, 12 gennaio 1818 – Milano, 26 gennaio 1874) è stato uno scrittore e giornalista italiano.

## Biografia
Figlio di un orafo indolente e di una madre manesca, ebbe un'infanzia grama, così come lo fu la sua intera esistenza. 

Allievo dell'abate pariniano Giuseppe Pozzone, da lui apprese tra l'altro molti aspetti peculiari della società milanese. Fu dapprima istitutore presso famiglie nobili e poi impiegato presso la biblioteca di Brera; ben presto questo incarico gli fu tolto per aver partecipato ai moti del 1848 ed essersi poi arruolato come volontario per difendere la Repubblica Romana. 
Esiliato in Svizzera, incontrò nel Canton Ticino molti illustri esuli italiani, da Giuseppe Mazzini a Carlo Dossi, da Carlo Pisacane a Carlo Cattaneo.
Fu vicino agli ambienti della Scapigliatura milanese e profondamente legato a Carlo Cattaneo; a quest'ultimo fu legato da grande amicizia e ammirazione, al punto da mutuarne tratti dello stile letterario, almeno secondo il parere di Niccolò Tommaseo. Fu anche amico del pittore pavese Cherubino Cornienti.
Rovani assunse una posizione fortemente critica nei confronti del romanzo storico di derivazione romantica allora in auge, accusandolo di presentare stereotipi sentimentali e di nutrirsi di meccanismi narrativi logori; a questi contrappose i romanzi Lamberto Malatesta (1843), Valenzia Candiano (1844), Manfredo Pallavicino (1845-1846) e La giovinezza di Giulio Cesare (1872), insolita rievocazione del mondo romano.
Si espresse poi a favore del romanzo di ambiente contemporaneo; in questo filone si colloca la sua opera più celebre, Cento anni (1859-1864), che insieme con Le confessioni d'un italiano di Ippolito Nievo diede un contributo decisivo all'evoluzione del romanzo in Italia.
Con l'apparente mitigarsi della dominazione austriaca, era rientrato a Milano nel 1851. Riottenne il suo modesto impiego a Brera e collaborò a varie riviste e giornali. Impartì lezioni di letteratura in un collegio femminile: fu qui che un'allieva diciottenne s'invaghì di lui trentenne. Rovani la sposò, ma non fu un matrimonio felice: ebbero un figlio che morì all'età di appena quattro anni, la giovane moglie accentuò la sua tendenza al disordine e allo sperpero di denaro e i rapporti di lei con la suocera divennero sempre più aspri. Rovani si diede al bere, trasferendo così nella vita privata la sua adesione letteraria alla Scapigliatura. 
Morì in miseria, dopo essere stato ricoverato nella stessa casa di cura dove era morto suo padre. Il suo corpo venne mummificato da Paolo Gorini, e dopo una lunga processione per le vie di Milano, così perfettamente conservato, venne tumulato presso il Cimitero Monumentale.

## Opere
- Bianca Cappello. Dramma storico in cinque giornate, Milano, presso G. Crespi, 1839.
- Lamberto Malatesta o I masnadieri degli Abruzzi, Milano, presso la Libreria Ferrario, 1843.
- Valenzia Candiano, Milano, Tipografia di Vincenzo Guglielmini e la Libreria Ferrario, 1844.
- Manfredo Palavicino o I francesi e gli Sforzeschi. Storia italiana, Milano, per Borroni e Scotti, 1845-1846.
- Simone Rigoni. Dramma storico in cinque atti, Milano, a spese dell'editore, 1847.
- Di Daniel Manin, presidente e dittatore della Repubblica di Venezia. Memoria storica, Capolago, Tip. elvetica, 1850.
- Storia della Grecia negli ultimi trent'anni : 1824-1854, Milano, Ferrario, 1854
- Storia delle lettere e delle arti in Italia [...] dal secolo XIIII fino ai nostri giorni, Milano, C. Nicolini, 1855-1858.
- Cento anni, 5 voll., Milano, a spese dell'autore (Tipografia Wilmant), 1859-1864. Ed recenti: Introduzione e cura di Silvana Tamiozzo Goldmann, Rizzoli Classici BUR, 2001; introduzione di Folco Portinari, nota al testo di Monica Giachino, Torino, Einaudi, 2008.
- La mente di Gioachino Rossini, Milano, Ricordi, 1868.
- La Libia d'oro, Milano, Stab. Redaelli della Società Chiusi e Rechiedei, 1868.
- La giovinezza di Giulio Cesare. Scene romane, Milano, Legros, 1873.
- La mente di Alessandro Manzoni, Milano, a cura di L. Perelli, 1873.
- Le tre arti considerate in alcuni illustri italiani contemporanei, 2 voll., Milano, F.lli Treves, 1874.

### Libretti musicali
- Don Garzia. Tragedia lirica in due atti da rappresentarsi nel Teatro Carlo Felice il carnevale del 1839, Genova, Fratelli Pagano, 1838-39.